# Byzas
Byzas (en grec ancien Βύζας / Búzas) ou Byzas de Mégare ou parfois Byzante est un personnage de la mythologie grecque auquel on attribue la fondation légendaire de la ville de Byzance. 

## Étymologie
Le nom « Byzas » n'est pas grec mais puise son origine dans l'onomastique thrace et est attesté dès l'époque hellénistique, porté par un dynaste de cette région. Le préfixe « Βυζ- » sert de racine à de nombreux noms d'origine thrace ou illyrienne : Beuzas, Buza, Busio, Busidius, Buzetius... On le retrouve encore à l'époque impériale en Thrace égéenne sous les variantes Búzès (Βύζης) et Bizos (Βίζος). 

## Mythographie

### Les légendes
Le personnage de Byzas, oikiste mythique de la ville dont elle tire son nom Buzántion (Βυζάντιον), fait l'objet de différentes légendes qui, généralement créées à l'époque romaine ou byzantine, le présentent parfois comme un homme, un demi-dieu voire une divinité, d'origine mégarienne ou thrace, ainsi qu'en rendent compte des auteurs comme le géographe Denys de Byzance, Hésychios, Stéphane de Byzance, Georges Cédrène, Jean Malalas... ou des textes comme le Chronicon Paschale.
On lui connait ainsi plusieurs généalogies et différentes origines :  des récits fabuleux en font le fils de la nymphe locale Sémestrè, voire le fils que Poséidon lui-même aurait eu avec Céroessa - héroïne éponyme de la « Corne d'Or » - fille de Zeus et d'Io. 
Diodore de Sicile, la plus ancienne source mentionnant Byzas, fait de celui-ci un roi indigène de la ville, contemporain des Argonautes ; plusieurs légendes en font soit le chef des Mégariens qui auraient fondé la ville, soit un roi de Thrace ou encore l'époux de Phidaleia, fille du toparque Barbysès, chef de l'emporion thrace qu'aurait constitué Byzance et auquel il aurait succédé. Près de la mort, Barbysès aurait ordonné à sa fille de ceindre de fortifications jusqu'à la mer le territoire auquel son époux, aidé dans cette tâche par Poséidon et Apollon, aurait donné son nom.  
De nombreuses légendes sont forgées plus tardivement, à l'instar de celle qui, bien que se réclamant d'Hérodote, met en scène l'empereur Constantin qui s'oppose aux frères « Byzas et Antès » d'où la ville tirerait son nom (« Byz-Antium »).

### Ancêtre de prestige
Certains clans familiaux (oikoi) byzantins se réclament de la descendance prestigieuse de Byzas - d'autres font remonter leur origine à Héraclès - afin de faire valoir leur primauté dans la fondation de la cité : ainsi en est-il dès le IIe siècle de la famille du rhéteur sophiste Memmios Markos de Byzance, hiéromnémon et ambassadeur à Rome auprès d'Hadrien, comme l'attestent des monnaies où figure le nom Memmios Markos accompagné du profil de Byzas, barbu et casqué. 
Les Patria de Constantinople, composées à partir du Xe siècle, utilisent fréquemment le héros pour revendiquer à la fois des liens de parenté avec les Thraces et une antiquité mythologique, pré-romaine et pré-chrétienne. Les Patria font de Byzas, avec Septime Sévère et Constantin, un des trois fondateurs de la ville et, dans un parallèle aux récits fondateurs de Rome, ils le désignent comme le premier des sept stratèges de la ville - par comparaison aux sept rois de Rome - et exposent la lutte de Byzas avec son frère Strombos, lui aussi fils de Céroessa - qui rappelle l'opposition entre Romulus et Rémus.